# Sauvagnas
Sauvagnas (okzitanisch: Sauvanhàs) ist eine französische Gemeinde mit 525 Einwohnern (Stand: 1. Januar 2022) im Département Lot-et-Garonne in der Region Nouvelle-Aquitaine. Die Gemeinde gehört zum Arrondissement Agen und zum Kanton Le Sud-Est Agenais.

## Geografie
Sauvagnas liegt etwa zehn Kilometer nordöstlich von Agen in der Pays de Serres. Umgeben wird Sauvagnas von den Nachbargemeinden Laroque-Timbaut im Norden, Saint-Robert im Osten, Saint-Caprais-de-Lerm im Süden, Bon-Encontre und Pont-du-Casse im Südwesten sowie Bajamont im Westen.

## Bevölkerungsentwicklung
| 1962                       | 1968 | 1975 | 1982 | 1990 | 1999 | 2006 | 2018 |
| -------------------------- | ---- | ---- | ---- | ---- | ---- | ---- | ---- |
| 327                        | 305  | 297  | 376  | 372  | 419  | 427  | 525  |
| Quellen: Cassini und INSEE |      |      |      |      |      |      |      |